# Proboscidea
Proboscideo (do grego proboskis - tromba) é uma ordem de mamíferos placentários, do clado Afrotheria, que contém apenas uma família vivente, a Elephantidae, à qual pertencem os elefantes, com apenas três espécies atuais: o elefante-africano-da-savana, o elefante-africano-da-floresta e o elefante-asiático.
Caracteriza-se pela presença de um nariz desenvolvido em forma de tromba. São animais herbívoros de grandes dimensões, embora em algumas zonas isoladas, como na Ilha de Malta, desenvolveram-se espécies anãs. A ordem foi mais diversificada durante o Cenozoico e contou com cerca de 170 espécies ao longo do registo fóssil, incluindo animais agora extintos como o mamute e o mastodonte. O proboscídeo mais antigo conhecido é o gênero Pilgrimella que viveu no Eocénico inferior há aproximadamente 50 milhões de anos.

## Evolução
O grupo Proboscidea apareceu pelo Eoceno no norte da África através de um gênero chamado de Moeritherium, Moeritherium foi um animal basal no grupo Proboscidea e tinha trombas primitivas como a de uma Anta e um corpo similar a de um hipopótamo e dentes similares a de um javali, esse animal migrou para diversas partes da África principalmente para o sul.

## Morfoanatomia

### Presas e Dentição
No início da evolução dos proboscídeos, a dentição foi reduzida e os caninos foram perdidos, enquanto o número de pré-molares e incisivos foi reduzido. Já os dentes localizados na região das bochechas tornaram-se maiores em relação a mandíbula, impedindo a acomodação de todos de forma eficiente. Dessa forma, os proboscídeos desenvolveram uma substituição dentária nomeada de “deslocamento lateral”; por meio dela, ocorre a substituição progressiva dos molares, de forma horizontal e, quando estão totalmente gastos, são forçados a sair.
Já as presas características dos Proboscídea atuais são derivadas do crescimento dos segundos incisivos superiores ausentes de raízes, os quais aparecem seguidamente aos  dentes decíduos após 6-12 semanas de vida, e crescem a uma taxa de 17cm/ano. No entanto, em grupos já extintos, como os Deinotérios, há somente preservado presas inferiores.
Sua função, registrada principalmente nos elefantes modernos, são as de defesa, ataque, coleta de alimento, escavação, alavanca e exibição. Por conta disso, necessitam de uma estrutura para suportar seu peso e resistir aos variados impactos e estresses que são sujeitas. Dessa forma, são compostas de dentina, que é revestida por uma fina camada de cemento. A dentina é composta por colágeno orgânico, que confere certa elasticidade, água e aproximadamente 70% de componentes minerais. Além disso, apenas sua ponta recebe uma camada permanente de esmalte, geralmente desaparecendo após os cinco anos de vida do animal.
O grande interesse do mercado ornamental sobre esse produto é devido ao “padrão de Schreger”. Esse nome é referente ao corte transversal de uma presa, expondo linhas com formas de diamante, vistas a olho nu. O comércio internacional de marfim de elefante é regulado pela CITES, no entanto, as presas de mamute estão excluídas de restrição. Isso é referente ao fato de que a semelhança e abundância de marfim bem preservado apresenta um impedimento para a aplicação da proibição internacional de comércio de presas de elefantes. Assim, a importância do padrão de Schreger é a distinção da dentina de elefantes e de mamutes; dessa forma, é possível reconhecer marfins que antes eram aceitos no comércio internacional e hoje são ilegais, possuindo grande valor para a proteção de espécies ameaçadas de extinção.

### Tromba
A tromba, ou probóscide ( do grego “pro” (antes) e “boscis” (boca) ), se estabeleceu de diferentes formas ao longo dos grupos. Em Deinotérios, como exemplo, a estrutura fóssil craniana indica que não há a clássica tromba dos elefantes; ocorrem nestes uma estrutura muscular ampla, saliente e larga, mas curta, semelhante ao encontrado nas antas, não possuindo modificação mandibular. Dessa forma, a tromba é definida como uma extensão tubular extensível da musculatura articular narial e labial superior, usada para agarrar alimentos. Além disso, não possui ossos ou cartilagens, é composta por: músculos, vasos sanguíneos e linfáticos, nervos, pouca gordura, tecido conjuntivo, pele, pelo e cerdas.
Seu desenvolvimento provavelmente aconteceu por meio do encurtamento dos ossos da porção da boca no crânio, bem como o da mandíbula; perdendo as presas inferiores.  Além disso, o nariz (os buracos que marcam a posição das narinas) é elevado em relação aos outros mamíferos, se estendendo da base até a sua ponta, cada um alinhado à uma membrana.
Por fim, sua função não é apenas de orgão respiratório; é um órgão preênsil que compensa o encurtamento do pescoço, também funcional para comunicação por meio da produção de sons. Ademais, a tromba de um elefante-asiático adulto é capaz de carregar 8,5 L de água; um elefante macho adulto com sede pode beber 212 L de água em 4,6 minutos.

### Adaptações do Esqueleto
Os animais pertencentes ao grupo dos Proboscídeos apresentam adaptações esqueléticas para suportar seu peso e tamanho. Uma dessas é que suas pernas encontram-se verticalmente sob o corpo, funcionando como colunas ou pilares; dessa forma, são caracterizadas como graviportais.
Para que o animal caminhe suavemente, seus dígitos são organizados ao redor de uma almofada; são envoltos em uma pele grossa, em que as estruturas semelhantes as unhas são conectadas a ela - assim, os elefantes tem cinco dígitos, mas não necessariamente “cinco unhas”. Além disso, o número de vértebras da coluna pode variar de acordo com a espécie, no entanto, é comum a todas a perda de ossos como a clavícula e o báculo.
Somado a isso, tem-se que a maior parte do volume do crânio apresenta pneumatização, de forma a torná-lo mais leve.

## Classificação
- Ordem Proboscidea Illiger, 1811
  - Gênero †Eritherium Gheerbrant, 2009
  - Gênero †Moeritheriidae Andrews, 1906 - †moeritério
  - Clado Plesielephantiformes
    - Família †Numidotheriidae Shoshani e Tassy, 1992
    - Família †Barytheriidae Andrews, 1906
    - Família †Deinotheriidae Bonaparte, 1845 - †dinotério
    - Clado Elephantiformes Tassy, 1988
      - Família †Hemimastodontidae McKenna et al., 1997
      - Família †Phiomiidae Kalandadze e Rautian, 1992
      - Família †Palaeomastodontidae Andrews, 1906
      - Família †Mammutidae Hay, 1922 - †mastodontes
      - Família †Choerolophodontidae Gaziry, 1976
      - Família †Amebelodontidae Barbour, 1827
      - Família †Gomphotheriidae Hay, 1922 - †gonfotério
      - Superfamília Euelephantoidea
        - Família †Anancidae Hay, 1922
        - Família †Stegodontidae Osborn, 1918 - †estegodonte
        - Família Elephantidae Gray, 1821 - elefantes e †mamutes

## Diversidade e Evolução

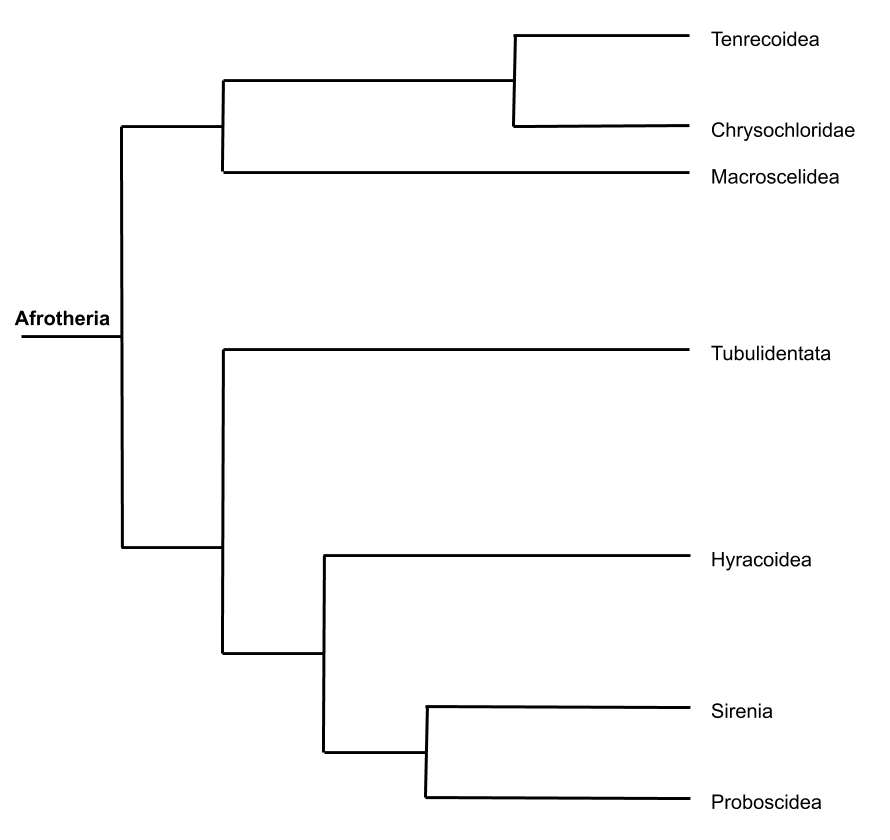
Filogenia de Afrotheria

A ordem Proboscidea faz parte do grupo Afrotheria, incluindo animais como os dugongos e musaranhos, que surgiram e estiveram na África desde o Cretáceo. O proboscídeo mais antigo e mais primitivo já descoberto é denominado Phosphaterium, cujo fóssil foi encontrado no Marrocos e data do começo do Eoceno. Esses animais, ainda que pequenos e pouco semelhantes a membros mais modernos da ordem Proboscidea, já possuíam características típicas desse grupo, como lofodontia (dentes molares com cristas alongadas de esmalte em posição transversal entre as cúspides da coroa).

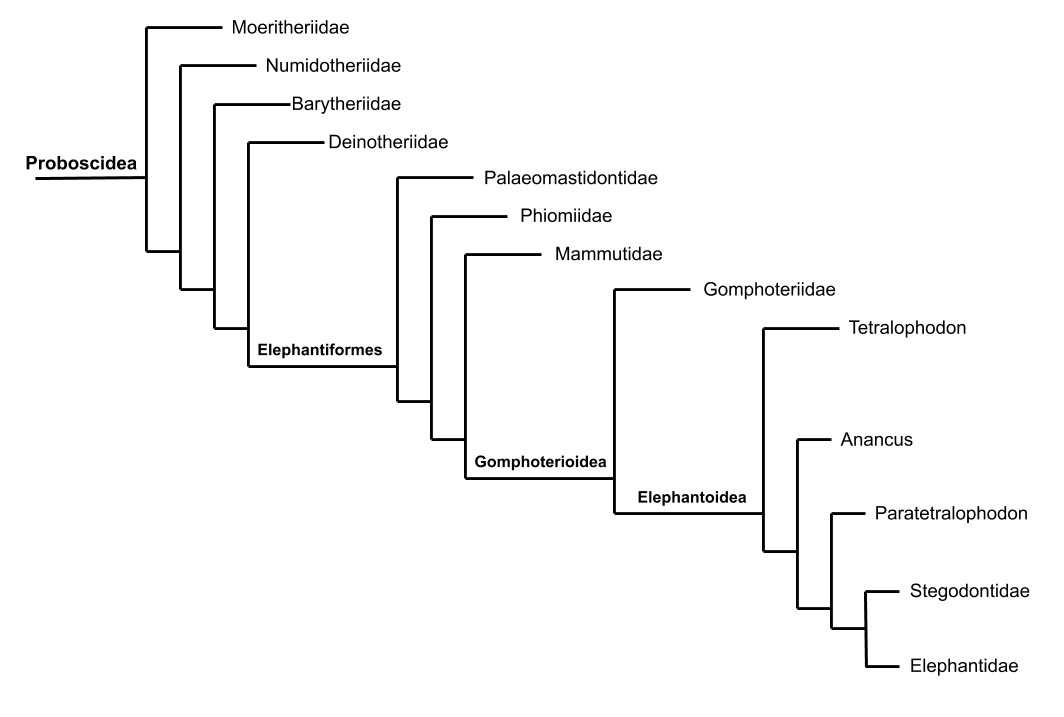
Filogenia interna de Proboscidea.

Apesar de existirem lacunas na origem desse grupo, é possível identificar três eventos principais de diversificação da ordem Proboscidea. O primeiro se deu há entre 41 e 29 milhões de anos, período no qual se originaram os gêneros Moritherium, Paleomastodon e Barytherium. Já o segundo evento de diversificação ocorreu há entre 21 e 11 milhões de anos, originando grupos como os gomfotérios. Por fim, o último ocorreu há entre 7 e 1 milhão de anos, envolvendo a família Elephantidae.

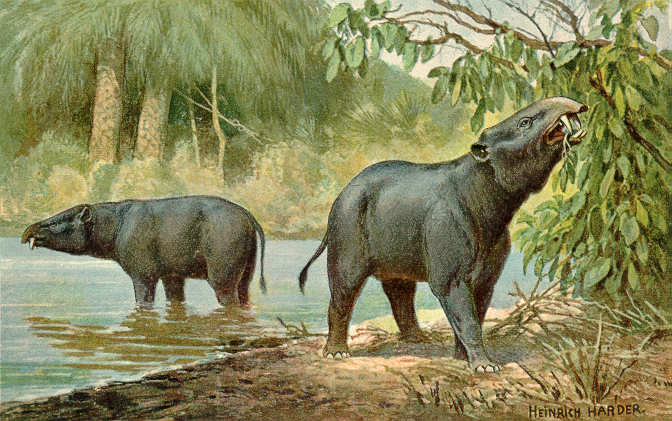
Representação paleoartística de Moeritérios.

### Primeira irradiação
Os primeiros fósseis de Moeritérios foram descobertos no lago Moeris, no Egito, e receberam seu nome, sendo que sete espécies desse gênero foram descritas até o momento. Esses animais ainda não possuíam a tromba característica, tendo, possivelmente, um lábio superior móvel e alongado. Entretanto, apresentavam aos demais caracteres de Proboscidea, revelando a tendência na evolução do grupo, como aumento dos dentes incisivos, formando suas presas características, perda do primeiro pré molar e o rádio inclinado para frente. Em termos de plano corporal, os animais desse gênero ainda não haviam alcançado o tamanho de proboscídeos modernos, se assemelhando a antas, com pernas curtas e robustas, corpo arredondado e cauda pequena.
Fósseis de baritérios, por sua vez, foram descobertos no Norte da África, Egito e Líbia, todos datando do Eoceno tardio ou baixo Oligoceno. Esses animais são enigmáticos, sendo removidos da filogenia de Proboscidea várias vezes ao longo da história. Análises filogenéticas modernas, no entanto, situam esse grupo entre os proboscídeos mais primitivos. Esses animais foram os primeiros a apresentar tamanhos mais próximos de proboscídeos modernos, com alguns chegando a 2 metros de altura e pesando 2 toneladas.

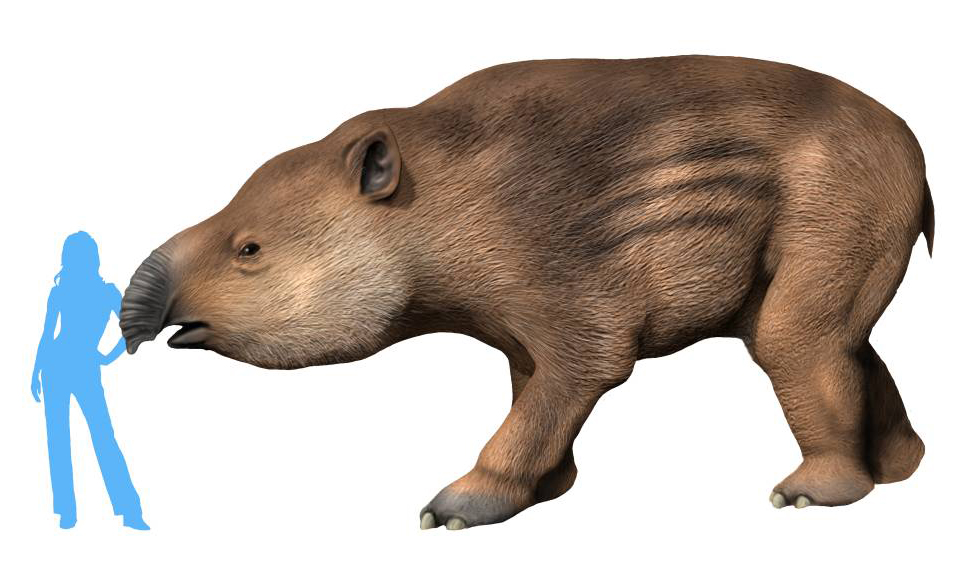
Representação paleoartística em escala de um Baritério.

Também na primeira irradiação surgiu o grupo dos deinotérios, cujos fósseis mais antigos foram encontrados no Leste africano, datando do baixo mioceno, mas fósseis mais recentes também podem ser encontrados na Europa e Ásia. Membros desse grupo já haviam desenvolvido estruturas semelhantes às trombas de proboscídeos modernos, mas se diferenciavam por possuírem presas voltadas para baixo na maxila inferior. Esse grupo apresentou uma tendência ao aumento de tamanho ao longo de sua evolução, com os indivíduos mais antigos não passando de 2 metros de altura e 1,5 toneladas, enquanto os mais derivados, como P. bavaricum, chegavam a 4,3 toneladas.

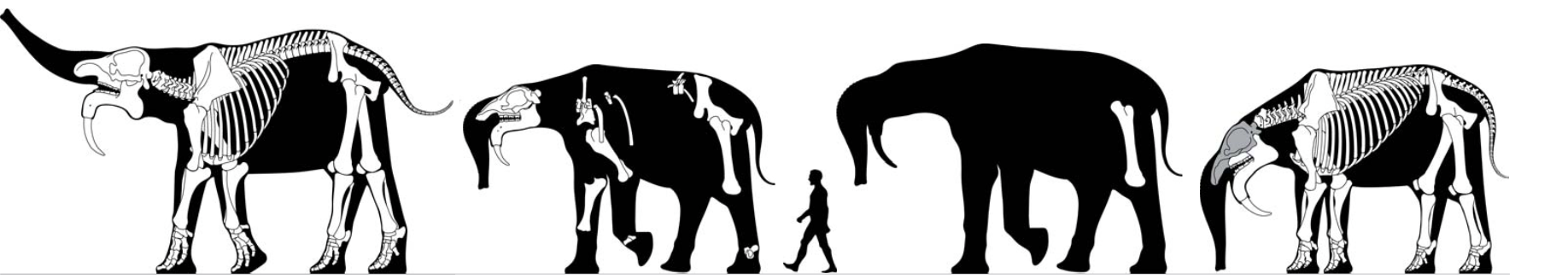
Da esquerda para a direita: D. "thraceiensis", dois esqueletos de D. giganteum e D. proavum.

### Segunda irradiação
A segunda irradiação foi marcada pela diversificação dos gomfotérios, um grupo parafilético que inclui todos os membros de estegodontídeos e elefantes. Esses animais se caracterizam por terem dentes bunodontes e presas inferiores com seção tranversal de formato arredondado.

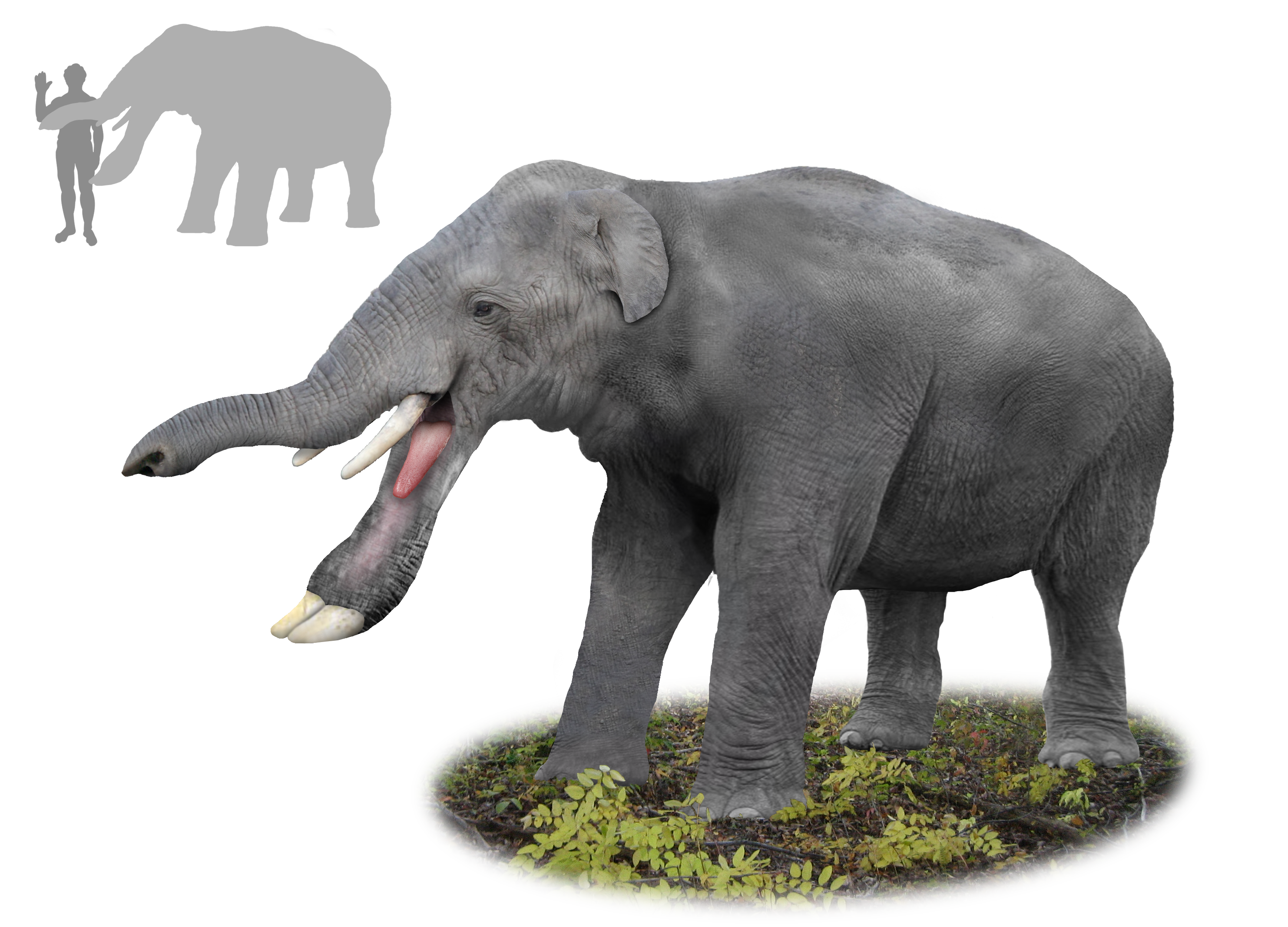
Representação paleoartística de Platybelodon.

Os gomfotérios mais antigos são fósseis encontrados no Leste africano, datando do Mioceno inferior. As relações filogenéticas entre esses grupos mais basais são ainda enigmáticas, em vista de que muitas dessas linhagens formam um “grado”. Esse período na evolução dos proboscídeos foi quando se originou uma grande variedade de formas e tamanhos de presas, a exemplo das presas em forma de “pá” dos Platybelodon. Essa irradiação também denotou o momento em que os proboscídeos se dispersaram pelo planeta, sendo possível encontrar fósseis em todos os continentes, com exceção da Austrália e Antártica.

### Terceira irradiação
Essa irradiação teve como característica o surgimento e diversificação da família Elephantidae, que inclui os elefantes modernos (Gêneros Loxodonta e Elephas), além de um gênero extinto (Mammuthus). Elephantidae se originou no final do Mioceno, há cerca de 7 milhões de anos, na África. Tendo um registro fóssil relativamente rico, o número de espécies pertencentes a esse grupo é bastante debatido, com autores propondo algo entre 20 e mais de 100 espécies. A evolução dessa família tem como característica o desenvolvimento em paralelo de mudanças no aparato mastigatório entre os diferentes gêneros. A mudança principal é a transição de um movimento lateral da mandíbula, característica dos gomfotérios, para uma mastigação que consistia em moer os alimentos entre os molares com um movimento antero-posterior, típico dos elefantes.

Em relação a filogenia, análises genéticas recentes sugerem que o gênero Loxodonta foi o primeiro a divergir, sendo grupo irmão de Elephas e Mammuthus, que se separaram em duas linhagens há cerca de 6 milhões de anos.

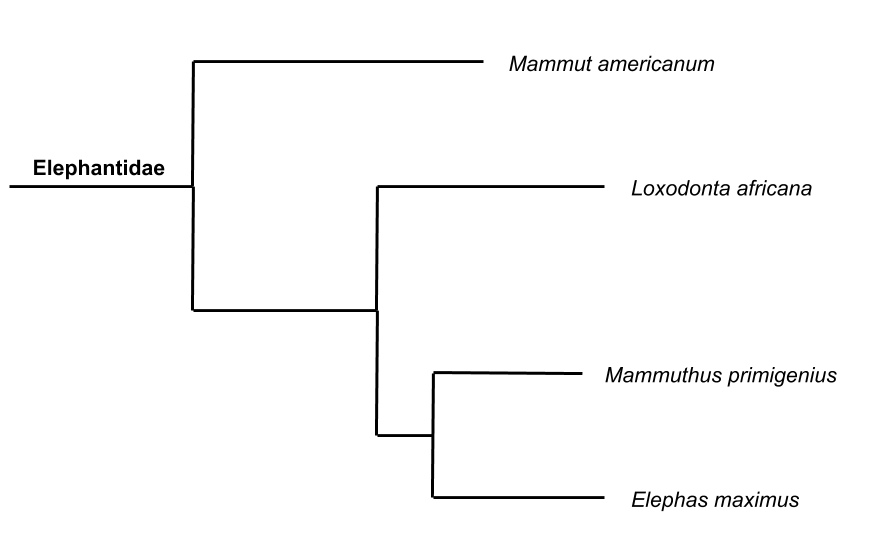
Filogenia de Elephantidae.

## Ecologia
Desde sua origem, no final do Paleoceno, a ordem dos proboscídeos ocupou todos os continentes e uma ampla diversidade de ecossistemas, exceto Austrália e Antártica. Porém, no final do Pleistoceno, esta ordem sofreu uma extinção em massa, sendo os únicos táxons viventes o Elephas maximus (elefante-asiático) e Loxodonta africana (elefante-africano).

### Paleoecologia
O registro fóssil do início do Eoceno revela uma diversidade de proboscídeos de hábitats pantanosos. Com o posterior recuo das florestas tropicais e surgimento de vegetação de clima seco, mais dura e áspera, desenvolveram-se dentes mais rugosos, assim como um aumento no tamanho corporal, que permite o processamento de grandes quantidades de vegetação de baixa qualidade. Já o Oligoceno foi marcado por uma estabilidade evolutiva, com seu clima relativamente mais frio e seco. Em seguida, a redução do nível do mar durante o Mioceno permitiu grandes migrações entre os continentes por parte dos mamíferos, e, consequentemente, uma irradiação adaptativa. Assim, uma explicação para esta coexistência de diversas espécies de proboscídeas, no final do Mioceno, está na sua separação geográfica ou de nicho.
Durante o Plioceno, no estágio Hemphiliano, ocorreu um episódio de extinções em massa na América do Norte, associadas ao clima relativamente seco e frio. Os representantes da terceira radiação de proboscídeos, capazes de sobreviver nestas novas condições, apresentavam um aumento na massa corporal, que favorece a sobrevivência no frio, além de adaptações dentárias para uma dieta de plantas abrasivas.
Durante o Pleistoceno, a redução do nível do mar por conta das glaciações permitiu migrações de mamíferos, incluindo os Elephantidae. As mudanças climáticas aceleradas, o isolamento de habitat e eventos glaciais acentuaram a competição entre espécies, e pode ter contribuído para a rápida especiação. O resfriamento global pode ter estimulado a migração dos mamutes para menores latitudes pelo estreito de Bering. Este é uma ponte de terra interglacial, e especula-se que apresentava uma vegetação de savana durante as interglaciações, permitindo, assim, o forrageamento de proboscídeos. A coexistência de mamutes e gonfóteros no continente norte americano pode ser explicada pela segregação de nicho, na qual os mamutes habitavam savanas nos planaltos e os gonfóteros preferiam planícies costais mais úmidas.
A formação do Istmo do Panamá, há cerca de 3 milhões de anos, permitiu a migração de proboscídeos para a América do Sul. Os mamutes não cruzaram o Ístmo do Panamá, possivelmente por conta da ausência de um habitat favorável e dificuldades na termorregulação em temperaturas mais elevadas.
Existem registros fósseis de diversas espécies de proboscídeos anões da família dos elefantes, estegodontídeos e mamutes. O tamanho reduzido é uma vantagem em um ambiente com recursos nutricionais limitados e a ausência de predação significativa, o que é o caso das pequenas ilhas onde se encontram estes fósseis.
No final do Pleistoceno, todos os proboscídeos foram extintos, restando somente o elefante-africano e asiático. Duas principais hipóteses, não exclusivas, competem como explicação destas extinções: a redução da diversidade vegetal por conta das mudanças climáticas pode ter causando estresse nutricional e a caça praticada pelos humanos pode ter reduzido significantemente as suas populações. Ambas as hipóteses carecem de evidências suficientes para serem um consenso. 

### Elefantes viventes
O elefante-asiático (Elepha maximus) e elefante-africano (Loxodonta africana) são os únicos representantes viventes dos proboscídeos e ocupam desde a savana semiárida até as florestas tropicais. Apesar de sua história evolutiva em habitats distintos, a comparação dos hábitos alimentares entre as duas espécies de elefante não apresenta muitas diferenças.
Como grandes herbívoros generalistas, os elefantes são adaptados a se alimentarem principalmente de plantas que são abundantes no ambiente, mas, devido a necessidades nutricionais, é possível que eles alterem a sua alimentação dependendo de condições climáticas e fenológicas. Sua dieta pode ser integralmente podadora, baseada em folhas, frutos e troncos ricos em proteínas e minerais, mas desigualmente distribuídos no ambiente. A dieta pastadora pode complementar com gramíneas, que apesar de mais pobres nutritivamente, são muito abundantes. No entanto, em habitats tropicais secos, as gramíneas são ricas em proteína nos meses de chuva, porém, quando maduras, podem ser abrasivas para a dentição dos elefantes. Deste modo, sua estratégia é acompanhar as mudanças da vegetação ao longo das estações e de seu desenvolvimento, além de consumir uma mistura de gramíneas, folhas, frutos e troncos.  Nem todos os indivíduos de uma mesma população de elefantes apresentam a mesma dieta, por conta de diferentes necessidades fisiológicas de acordo com sexo, idade e estágio reprodutivo. As estratégias de forrageamento também variam em diferentes manadas, aparentemente por conta de diferenças em padrões de migrações, competição intraespecífica ou aprendizagem.

## Conservação

Distribuição do gênero Loxodonta e de E. maximus. As cores mais claras representam a distribuição história destes animais e as mais escuras, sua distribuição de acordo com os dados da IUCN em 2008.

### Elefante-asiático (Elephas maximus)
O elefante-asiático está ameaçado de extinção e em situação cada vez mais crítica, com uma diminuição de aproximadamente 50% nas últimas 3 gerações. Anteriormente, podiam ser encontrados em uma região de 9 milhões de km2 do oeste Asiático até a China; no entanto, hoje sua população está fragmentada numa área de 486,800km2 e extinta no Paquistão.
Na Sumatra, em 1980, existiam 44 populações identificáveis e fragmentadas, sendo 12 na província Lampung; no entanto, não se sabe quantas dessas populações sobraram e, das 12, apenas 3 ainda existiam em 2003. Já na Índia, as populações encontram-se extremamente fragmentadas umas das outras - mesmo aquelas que se encontram em uma mesma região. Por fim, no Nepal e no Butão, os animais podem ser encontrados nos parques de conservação próximos à Índia - mas não realizam mais migrações para ela por conta da perda de seu habitat.

Em Bornéu, assim como em Sri Lanka e Bangladesh, estão restritos e continuamente perdem espaço para as atividades humanas. Já em Lao, é irregular sua distribuição nas florestas; os indivíduos podem entrar no norte do Vietnã, mas serão os únicos elefantes encontrados no norte deste país. Na Tailândia, a maioria se encontra na fronteira com Mianmar, país onde  também estão bastante fragmentados. Por fim, na China, eram encontrados em quase toda sua região sul, mas foram muito atingidos por diversas práticas, como a caça, até o século XVII e estão restritos hoje à região Yunnan.

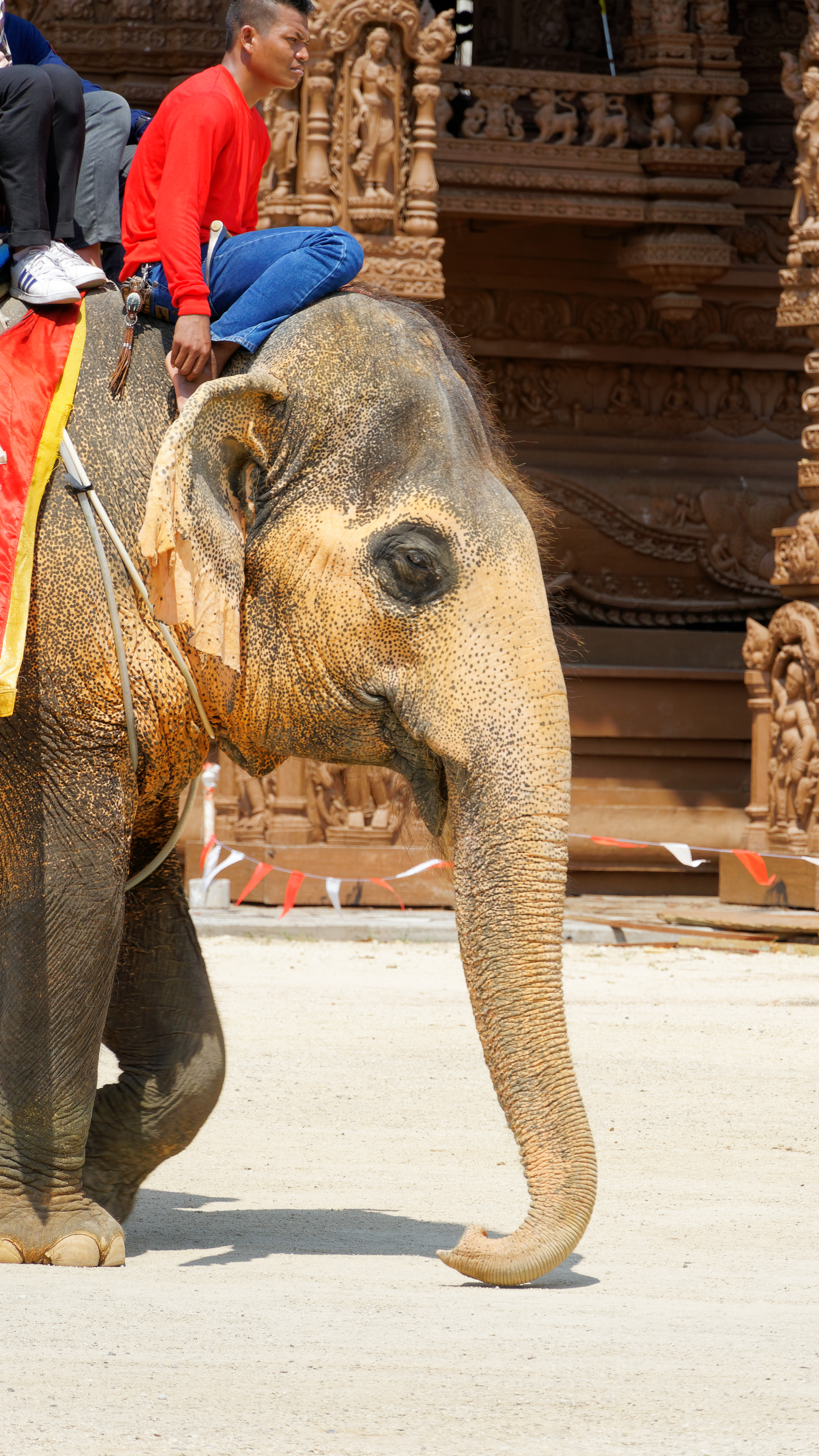
Elefante-asiático levando pessoas no Santuário da Verdade, Tailândia. Foto de Miguel Discart.

Com esse panorama, as estimações feitas da quantidade global - em torno de 40 a 50 mil elefantes - são incertas, dado que o máximo de informação que se tem atualmente é uma localização mediana de onde uma população se encontra. Soma-se a isso os diferentes métodos para estimar, além da difícil contagem em vegetação densa e terreno irregular. Porém, com essas informações, pode-se compreender que a população em queda se dá, principalmente, por ação humana (CEH), caça, perda de habitat e fragmentação populacional.
O CEH se agrava pela invasão de plantações para alimentação. Os clãs de elefantes e machos solitários têm hábito de vaguear por seu território, preferindo locais próximos à água; quando seu habitat não foi bastante perturbado, eles evitam os estabelecimentos de humanos. À medida que estes aumentam as perturbações - pela agropecuária, por exemplo -, o território dos elefantes diminui,  impossibilitando o uso das áreas de preferência.

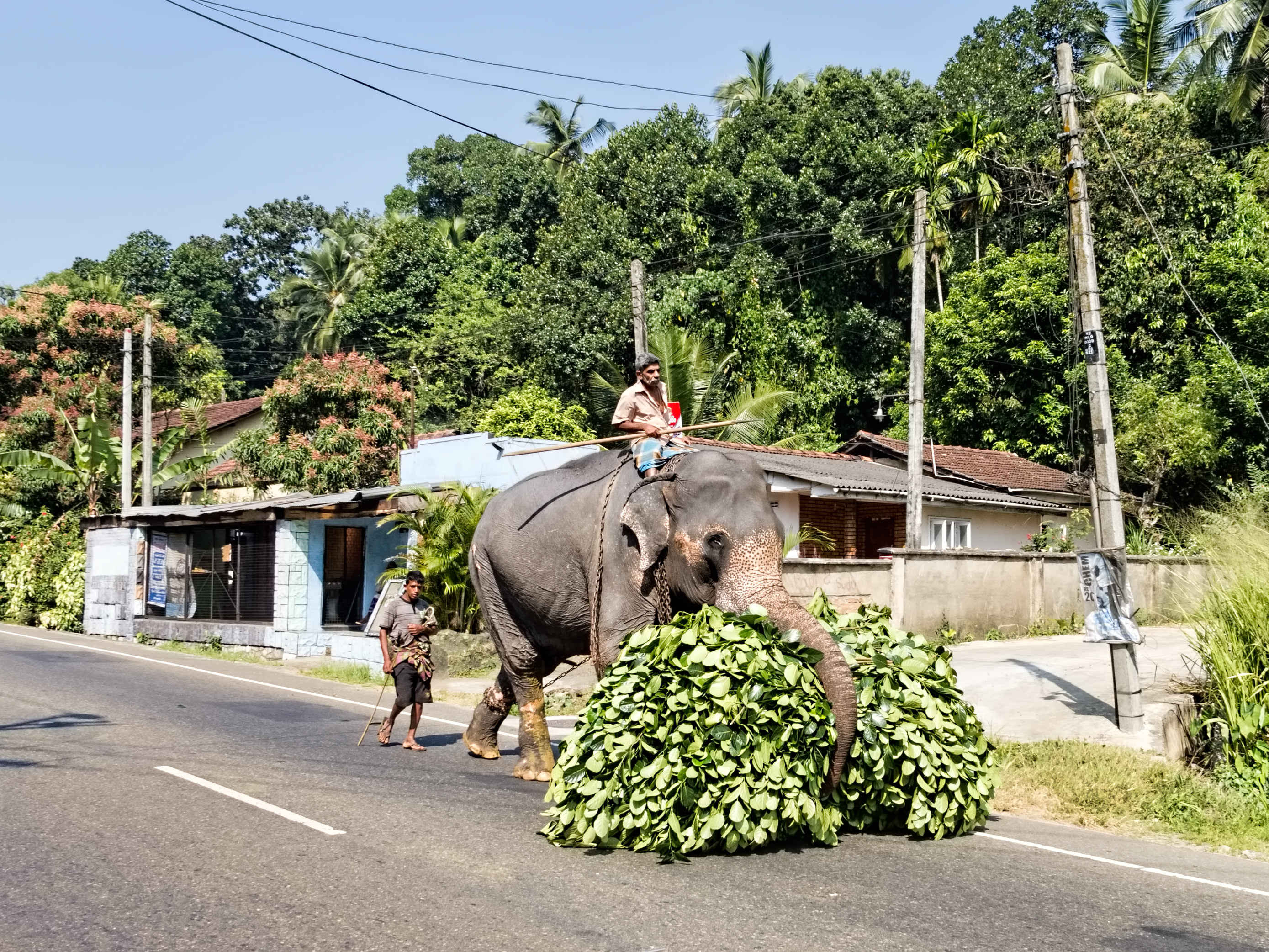
Elefante-asiático carregando ramos de árvore de jaca no Sri Lanka

Além disso, a problemática ao redor do relacionamento desses animais com os humanos é a danificação de plantações por busca de alimento. Ademais, são caçados por conta de uma variedade de produtos, como marfim, couro e carne. Em alguns locais, a caça por marfim criou um desequilíbrio[ na quantidade de machos e fêmeas - na reserva Periyar Tiger a relação ♂️:♀️ passou de 1:6 para 1:122 em vinte anos. Isso desfavorece variação genética e fecundação, agravado pela retirada de animais da natureza para cerimônias ou trabalho.

### Elefante-africano (Gênero Loxodonta)
O elefante-africano está em situação vulnerável, mas a população parece estar lentamente se recuperando. No entanto, como dito, as estimativas são difíceis de realizar por se tratar de uma espécie bastante migratória com territórios imensos e diversos. Portanto, apesar de aparentar estar lentamente se recuperando, a situação varia muito nas diferentes regiões habitadas.
Esse gênero ocorre em 37 países na África subsaariana, e cerca de um terço dos restantes estão em Botswana. Foram extintos na Gâmbia, em Burundi,  na Mauritânia e na Suazilândia - onde reintroduziram-no depois. Na África central, oriental e sulista, as populações estão cada vez mais fragmentadas, apesar da continuidade territorial.

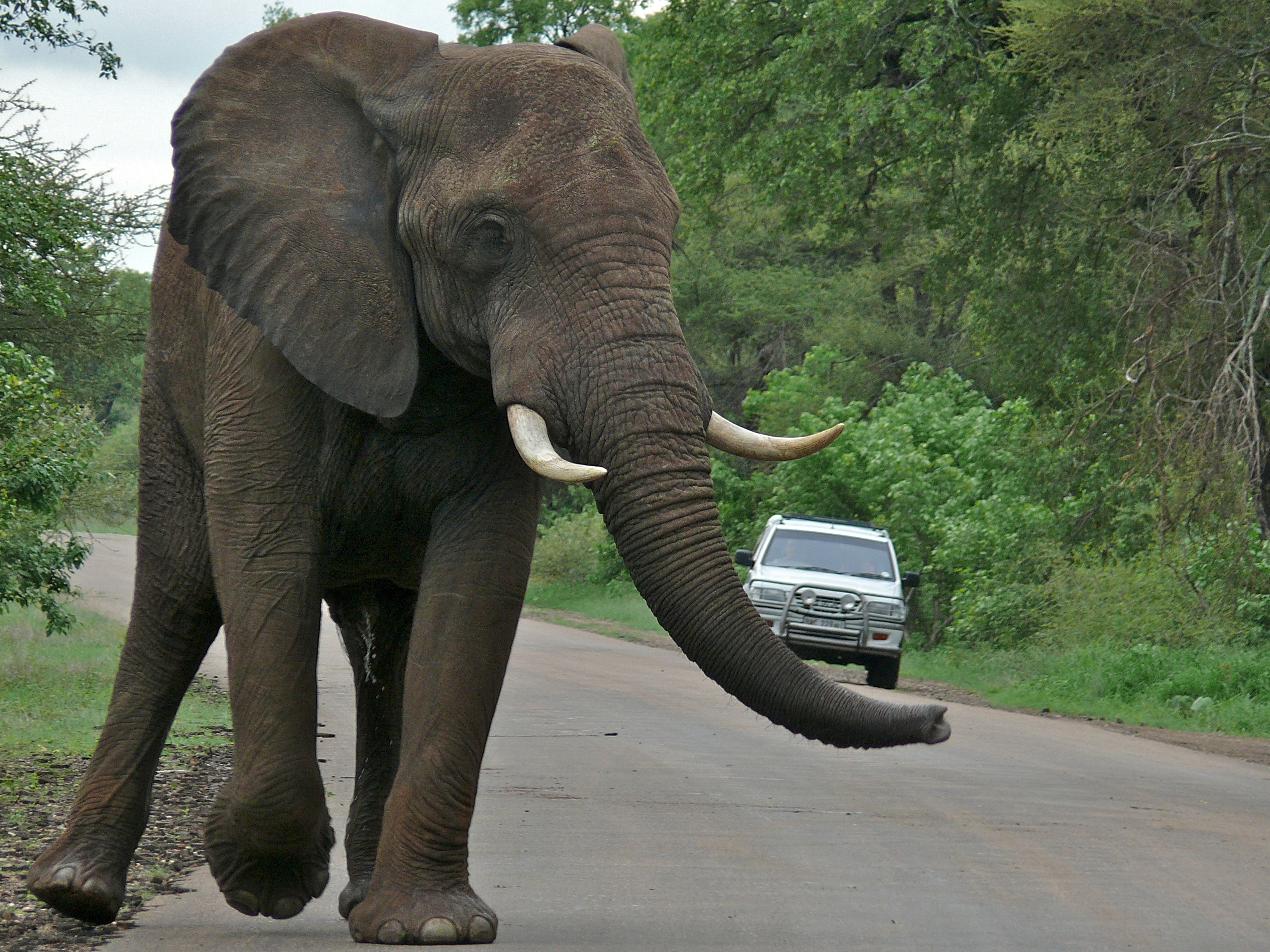
Um elefante-africano na estrada.

Como para o elefante-asiático, a ameaça maior é o CEH. O aumento das áreas utilizadas por humanos, diminui e fragmenta as regiões historicamente utilizadas por elefantes, além de dificultar sua obtenção de recursos. Dessa forma, mitigar o conflito por meio de monitoração das plantações, com o propósito de redirecionar os elefantes quando se aproximarem de estabelecimentos ou utilizar cercas com barulho de abelhas, que podem causar uma resposta de fuga.
Outra ameaça constante, igualmente para o elefante-asiático, é a caça. Em Botswana, medidas foram essenciais para conservação dos elefantes dada a quantidade presente em seu território, o número de carcaças de elefantes encontradas aumentou 593% entre 2014 e 2018, e 95% delas eram caçadas. Mesmo que a maioria dos elefantes na África residam em áreas protegidas, o número de óbitos é também alto.